# Jonte Flowers
Jermaine „Jonte” Flowers (ur. 12 kwietnia 1985 w Chicago) – amerykański koszykarz, występujący na pozycji niskiego skrzydłowego.

## Kariera sportowa
W 2008 reprezentował Detroit Pistons podczas letniej ligi NBA.
18 grudnia 2018 został zawodnikiem Trefla Sopot.

## Osiągnięcia
Stan na 20 września 2019, na podstawie, o ile nie zaznaczono inaczej.
NCAA II
- Dwukrotny mistrz NCAA Division II (2006, 2008)
- Czterokrotny obrońca roku NSIC (2005–2008)
- Zaliczony do I składu All-NSIC (2007, 2008)

Drużynowe
- Mistrz Rumunii (2014, 2015)
- Wicemistrz:
  - Szwecji (2009)
  - II ligi włoskiej A2 (2016)
- Brąz:
  - ligi fińskiej (2013)
  - pucharu Rumunii (2014)
- Zdobywca Superpucharu Rumunii (2014)